# 阿尔伯塞
阿尔伯塞（法語：Arbecey，法語發音：[aʁbəsɛ]）是法国上索恩省的一个市镇，属于沃苏勒区。

## 地理
阿尔伯塞（47°44'23"N, 5°55'43"E）面积16.71 平方千米，位于法国勃艮第-弗朗什-孔泰大區上索恩省，该省份为法国东部内陆省份，北起顺时针与孚日省、贝尔福地区省、杜省、汝拉省、科多尔省和上马恩省接壤。
与阿尔伯塞接壤的市镇（或旧市镇、城区）包括：朗布雷、欧日库尔、孔博方丹、拉讷韦勒莱塞、皮尔热罗、索恩河畔塞和圣阿尔班。

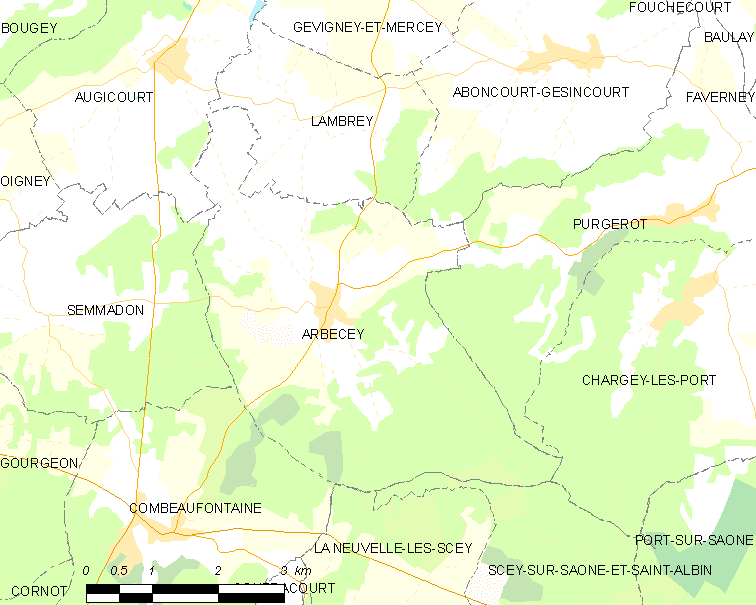
阿尔伯塞的OSM定位图

阿尔伯塞的时区为UTC+01:00、UTC+02:00（夏令时）。

## 行政
阿尔伯塞的邮政编码为70120，INSEE市镇编码为70025。

## 政治
阿尔伯塞所属的省级选区为瑞塞县。

## 人口

1962-2008年间阿尔伯塞人口变化图示

阿尔伯塞于2022年1月1日时的人口数量为236人。